# Neatkarīgā Rīta Avīze
Neatkarīgā Rīta Avīze (deutsch: Unabhängige Morgenzeitung) ist eine überregionale Tageszeitung in Lettland. Das Blatt hat eine Auflagenstärke von 25.000 und gehört damit zu den größten Tageszeitungen Lettlands. Herausgeber ist der Verlag "Mediju nams". 

## Geschichte
Vorläufer der Zeitung war das seit 1904 erscheinende Parteiorgan der LSDSP "Cīņa" (Der Kampf). 1919 wurde Cīņa von der lettischen Kommunistischen Partei übernommen und blieb das hauptsächliche Parteiorgan bis 1990. Mit der lettischen Unabhängigkeit 1990 beendeten die Angestellten der Zeitung die Zusammenarbeit mit der Partei und gründeten eine "Neatkarīga Cīņa" (unabhängiger Kampf) mit neuen Redakteuren. Diese sollte später zur NRA werden. Heutige Chefredakteurin ist Anita Daukšte.